# Sungandian Xiang
Sungandian Xiang (kinesiska: 孙甘店乡, 孙甘店) är en socken i Kina. Den ligger i provinsen Hebei, i den norra delen av landet, omkring 420 kilometer söder om huvudstaden Peking. Antalet invånare är 38 542. Befolkningen består av 19 119 kvinnor och 19 423 män. Barn under 15 år utgör 25,0 %, vuxna 15-64 år 68 %, och äldre över 65 år 6,0 %.
Genomsnittlig årsnederbörd är 630 millimeter. Den regnigaste månaden är juli, med i genomsnitt 207 mm nederbörd, och den torraste är januari, med 3 mm nederbörd.